# Железнодорожный транспорт в Уганде

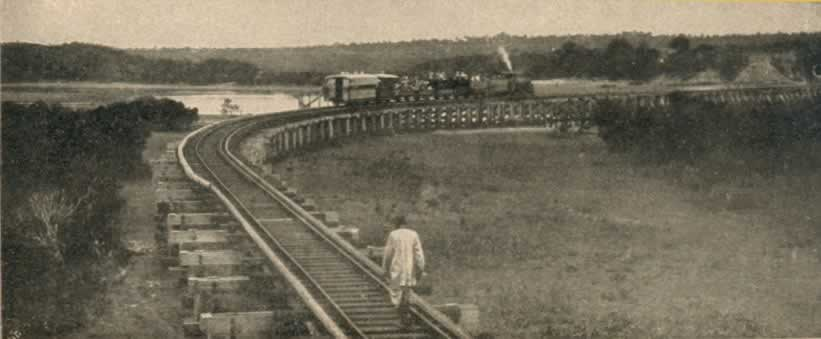
Поворот возле Момбасы (1899)

Железнодорожный транспорт в Уганде — железная дорога Уганды, первоначально состоящая из одной линии угандийской железной дороги (англ. Uganda Railway) в Британской Восточной Африке, связывающая внутренние районы Кении и Уганды с Индийским океаном. Дорога однопутная, ширина колеи 1000 мм.

## История
Угандийская железная дорога была построена во время «драки за Африку». По утверждению журналиста и историка транспорта Кристиана Уолмара, «это был по-настоящему имперский проект, созданный Британией с целью не меньшей, чем укрепить свою колониальную мощь» (a truly imperial project, built by the British government with little purpose other than to cement its colonial power).
Несмотря на название, первоначально железная дорога полностью пролегала по территории современной Кении. Строительство началось в Момбасе в 1896 году и завершилось в Кисуму, на восточном берегу озера Виктория в 1901 году. Для строительства были наняты 32000 рабочих из Индии. Большинство из них вернулось на родину после окончания строительства, но около 6000 человек остались.
Во время строительства произошло несколько трагических случаев. В 1895 году масаи напали на караван из пятисот рабочих. Это событие стало известно как бойня в Кедонге. На рубеже веков строительство вызвало восстание племени нанди под предводительством Койталеля Арапа Самоеи. Оно было подавлено только в 1905 году.
В 1898 году из-за нападений двух львов-людоедов было прервано строительство моста через реку Цаво. Львы были застрелены руководителем строительства Джоном Генри Паттерсоном. О строительстве моста и об охоте на людоедов Паттерсон рассказал в книге «Людоеды из Цаво», которая стала основой для сюжета трёх кинофильмов.
26 февраля 1926 года железная дорога Уганды была переименована в железные дороги Кении и Уганды (KUR), а в 1927 году - в железную дорогу и гавани Кении и Уганды (KUR&H). В 1929—1948 годах железная дорога была частью Кенийской и Угандийской железнодорожной и судоходной компании. 1 мая 1948 года железная дорога и гавани Кении и Уганды и железнодорожная и портовая службы Танганьики были объединены в Восточноафриканскую администрацию железных дорог и гаваней (EAR&H).
После окончания второй мировой войны в Уганде активизировалась антиколониальная борьба, в результате которой в марте 1962 года страна получила внутреннюю автономию, а 9 октября 1962 года - независимость.
В 1969 году Восточноафриканская администрация железных дорог и гаваней была переименована в Восточноафриканские железные дороги (EAR).
25 января 1971 года в результате военного переворота к власти пришёл Иди Амин.
В 1972 году общая протяжённость железных дорог в стране составляла 1240 км.
После распада таможенного и экономического союза Уганды, Кении и Танзании в 1977 году из-за резко отличающихся друг от друга политических и экономических систем? часть совместной железной дороги, которая находилась на территории Уганды, была переименована в Угандийское железнодорожное сотрудничество (URC). 
В октябре 1978 года в южных районах Уганды началось восстание армейских подразделений, начавших получать помощь из Танзании, а затем - угандийско-танзанийская война. Положение в стране осложнилось. В апреле 1979 года танзанийские войска и части созданного в 1979 году на территории Танзании Национального фронта освобождения Уганды дошли до столицы и заняли её (Иди Амин бежал из страны). В июне 1979 года президентом Уганды стал Г. Бинайса, однако серьёзные экономические трудности, усугубляемые последствиями войны, политическими и межплеменными противоречиями привели к дезорганизации хозяйственной жизни.
В 1979 году железнодорожное сообщение в стране было прекращено.
В 1985 году общая протяжённость железных дорог в стране составляла 1,3 тыс.км.
В 2005 году Консорциум железных дорог Рифт-Вэлли (RVRC) из Южной Африки вновь получил концессию на управление железными дорогами Уганды и Кении. Однако разрушительные беспорядки Кенийского кризиса 2007-08 годов заблокировали и частично разрушили железнодорожную систему, связывающую Кению и Уганду, что привело к экономическим трудностям в снабжении Уганды.
1 ноября 2006 года URC была приобретена Консорциумом железных дорог Рифт-Вэлли, тем же частным оператором, который в тот же день приобрел компанию Kenya Railways Cooperation (KR). После того, как Кения расторгла контракт с Rift Valley Railways 31 июля 2017 года из-за недостаточных инвестиций и невыполнения обязательств по реконструкции линии, Уганда также объявила о прекращении эксплуатации железной дороги компанией Rift Valley Railways два месяца спустя. С тех пор железная дорога в Уганде снова получила название Угандийское железнодорожное сотрудничество (URC).

Для связи с железнодорожной сетью Танзании URC использовала три международных железнодорожных парома на озере Виктория: Кабалега, Каава и Пемба между Порт-Беллом и Мванзой. Однако 8 мая 2005 года Кабалега и Каава столкнулись почти лоб в лоб.

## Иллюстрации

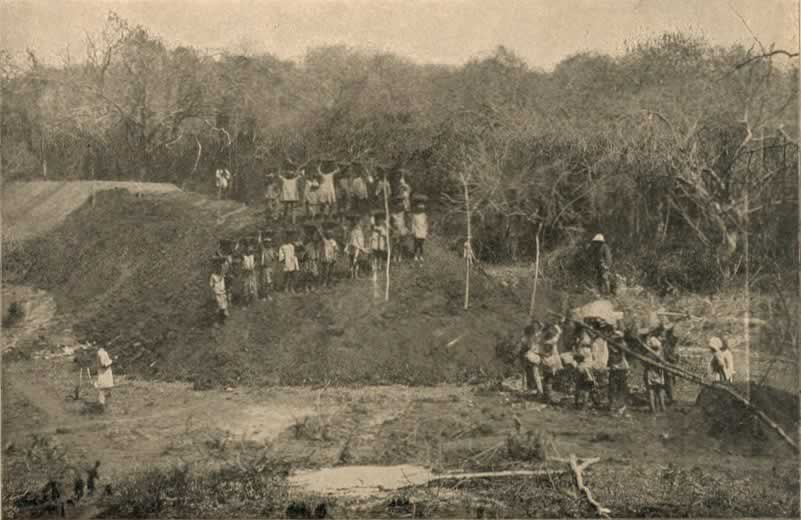
Строительство
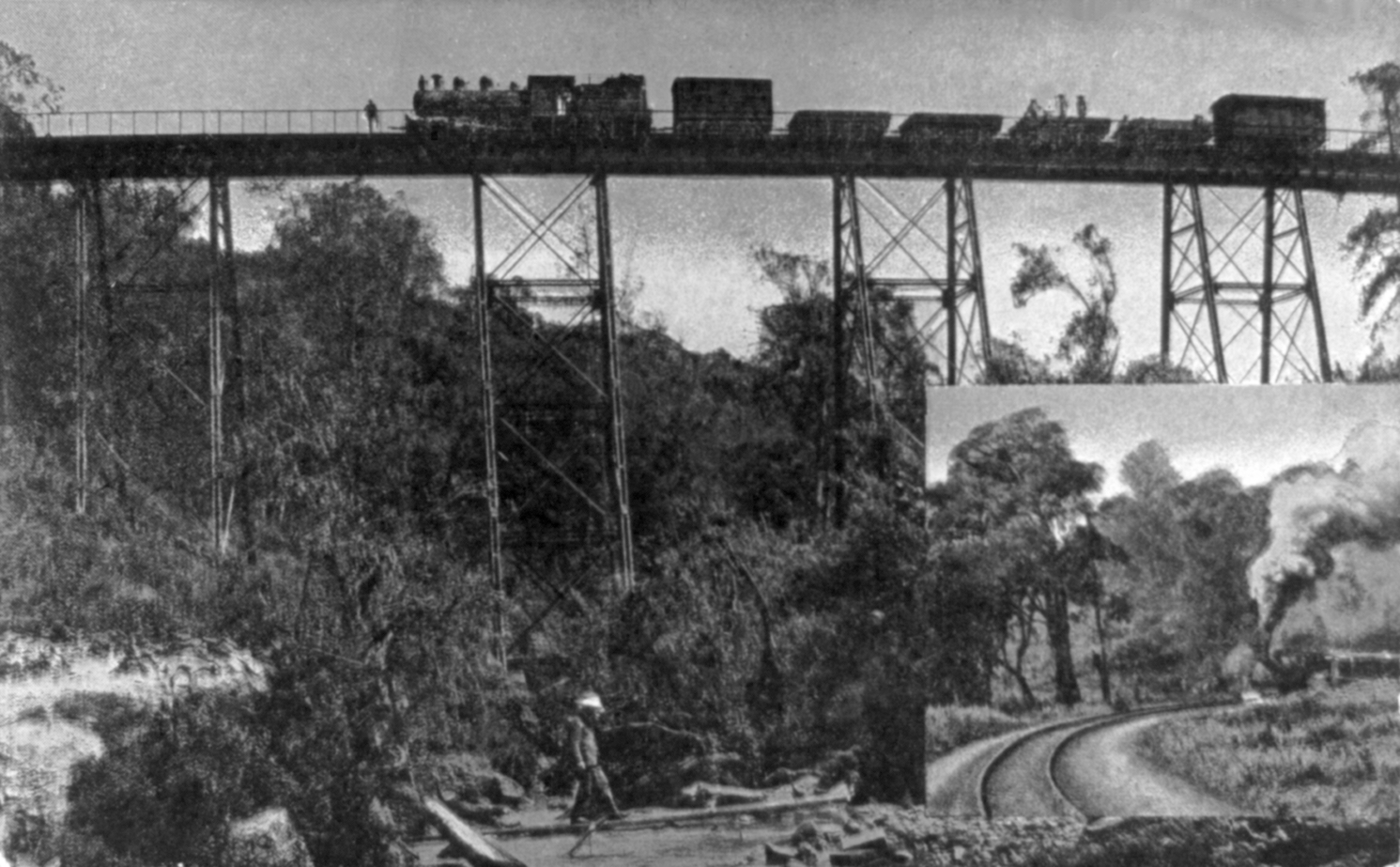
Мост
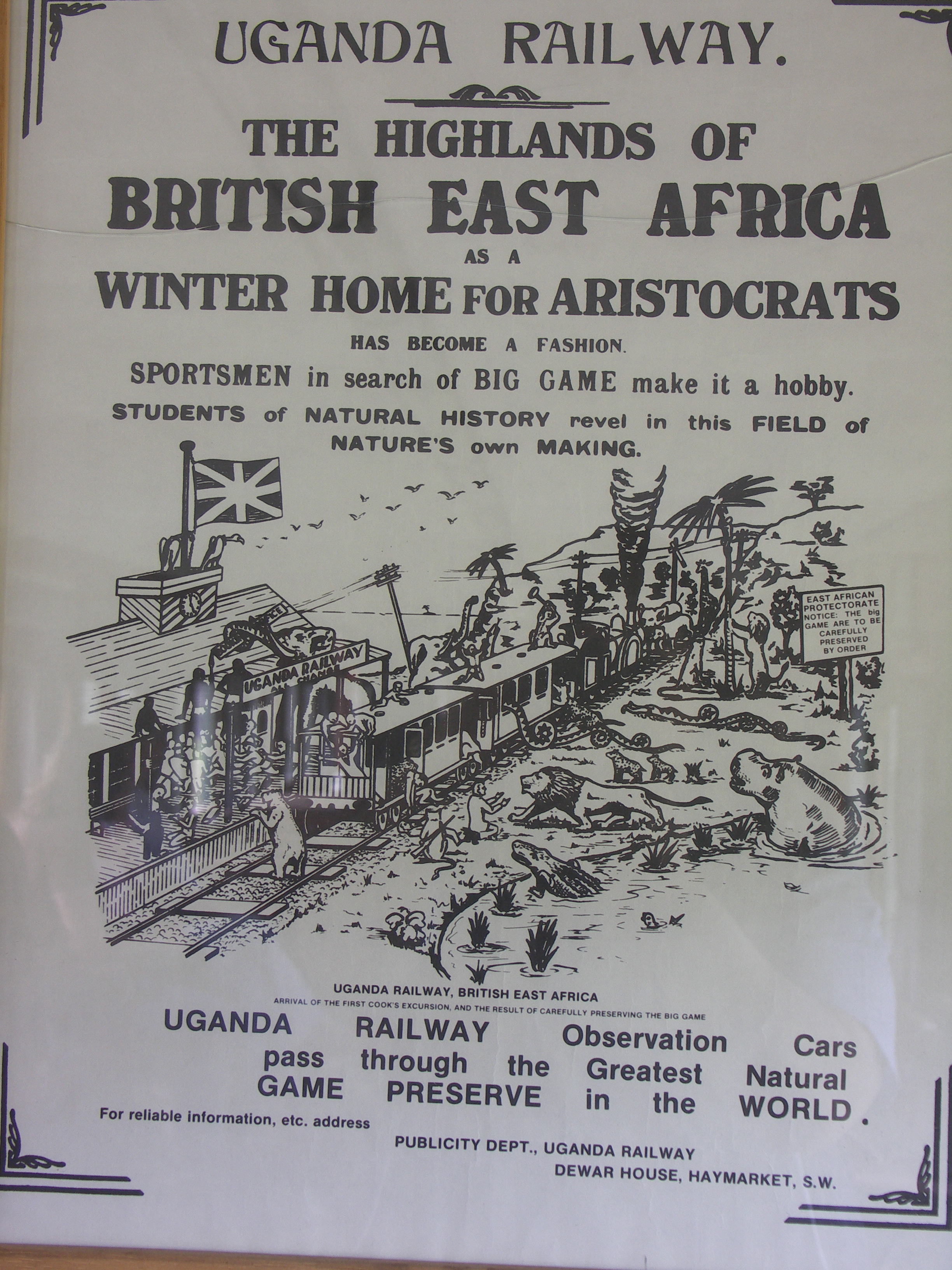
Рекламный плакат
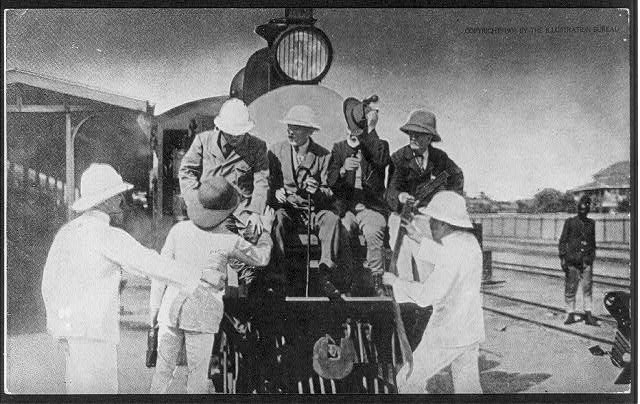
Теодор Рузвельт со спутниками во время поездки в Африку (1909)

## Железнодорожные связи со смежными странами
- Кения — да, одинаковая колея 1000 мм.
- Демократическая Республика Конго — нет, одинаковая ширина колеи 1000 мм.
- Южный Судан — нет, изменение ширины колеи с 1000 мм на 1067 мм.
- Бурунди — нет железных дорог.